# Chelostoma mocsaryi
Chelostoma mocsaryi là một loài Hymenoptera trong họ Megachilidae. Loài này được Schletterer mô tả khoa học năm 1889.